# Пёнтковский, Эдмунд
Эдмунд Пёнтковский (пол. Edmund Piątkowski; 31 января 1936 года, Флорентынув, Польша — 28 марта 2016 года, Варшава, Польша) — польский метатель диска, чемпион Европы, рекордсмен мира и Европы, участник трёх Олимпиад. Спортсмен года в Польше в 1959 году.

## Биография
Родился в деревне Флорентынув неподалёку от Константынува в семье Романа и Марии (девичья фамилия Юзефчик). Метанием диска стал заниматься в 6 классе школы. В 1952 году установил рекорд Польши среди юниоров для 1-килограммового диска — 55.70 м.
Выступал за ЛКС (Лодзь) (1954—1956), Шлёнск (Вроцлав) (1956—1958) и Легия (Варшава) (1959—1969). Тренировался у тренеров В. Мацящик, В. Герутто и Ю. Кошевский, но чаще всего тренировался сам, по собственной программе.
Установил рекорд мира в метании диска 14 июня 1959 года в Варшаве, на мемориале Кусоциньского — 59.91 м. Два рекорда Европы — 10 мая 1959, Лодзь, 57.89 м и 15 августа 1961, Лодзь, 60.47 м.
54 раза выступал в составе сборной Польши на международных соревнованиях (57 стартов, 34 индивидуальных побед). 13 раз устанавливал рекорд Польши (последний результат 61.12 м в 1967 году). Личный рекорд в толкании ядра 18.05 м.
На чемпионатах Польши завоевал 16 медалей в соревнованиях по метанию диска — 13 золотых, 2 серебряные и 1 бронзовую. Среди болельщиков имел прозвище Белый ангел (пол. Biały Anioł).
4 раза участвовал в Чемпионатах Европы. В 1958 году в Стокгольме стал чемпионом (результат 53.92 м). В 1962 в Белграде (55.13 м) и в 1966 в Будапеште (56.76) занимал 4 места. В 1969 году в Афинах (53.64 м) стал 12-м. Также выигрывал — финал Кубка Европы (Киев, 1967, 59.10 м), соревнования в рамках Фестиваля молодёжи и студентов в Вене в 1959 году и в Хельсинки в 1962 году. Чемпион Спартакиады дружественных армий 1958 (55,15). Чемпион Универсиады 1961 года в Софии (59.15 м).
В течение 12 лет в рейтинге сильнейших дискоболов мира (1958—1968). В том числе в 1959 и в 1961 годах на первом месте. Спортсмен года в Польше 1959 года. Заслуженный мастер спорта.
Участник Олимпийских игр в Риме в 1960 (5 место, 55.12 м); в Токио в 1964 (7 место, 55.81 м) и Мехико в 1968 (7 место, 59.40 м).
Выпускник факультета экономики промышленных предприятий Главной школы планирования и статистики в Варшаве (1965). Магистр экономики. Научный сотрудник Военно-технической академии. Экономист-информатик.
Жена Мария Пёнтковская — легкоатлетка, трёхкратная медалистка чемпионатов Европы в беге с препятствиями и в эстафете.
Скончался 28 марта 2016 года. Траурная месса прошла в костёле Ченстоховской Богоматери на Бродне. Похоронен 7 апреля на Брудновском кладбище в Варшаве в семейном склепе.